# Pacengo
Pacengo (Pasingo in veneto) è una delle due frazioni del comune di Lazise, in Provincia di Verona.

## Storia
Pacengo è una frazione posta sulla sponda del lago a sud del capoluogo entrata a far parte del comune di Lazise durante la dominazione veneta. Questo piccolo centro abitato viene nominato per la prima volta in una pergamena del 1004 con il nome di Pacingus; l'etimologia del nome pare avere origine longobarda o germanica, probabilmente connesso al nome "Pacco". Ad ogni modo, poiché Pacengo esisteva anche ai tempi dell'Impero Romano, si può ritenere che il nome possa avere relazione con "Pagus" (villaggio) o con "Pax" (pace), e sia divenuto "Pace-ngo" col dominio longobardo.
Il paese dovette essere sia un importante centro preistorico, visto il rinvenimento di diversi oggetti antichi, sia romano, considerato il ritrovo di fondamenta di edifici romani. Durante la prima guerra di indipendenza italiana il paese fu sede dello scontro tra austriaci e piemontesi e che vide i secondi vincitori, mentre qualche mese più tardi ospitò Ferdinando di Savoia, il quale stava ponendo l'assedio a Peschiera del Garda.
Nel paese, parrocchia dal 1526, è presente una chiesa realizzata tra il 1787 ed il 1792 su progetto di Leonardo Rossi. Gli interni furono decorati da Pio Piatti, mentre il marmoreo altare maggiore venne realizzato molto probabilmente dagli scultori Zoppi e Spiazzi.

## Geografia antropica
La frazione comprende anche piccoli centri abitati di dimensione ridotta, come la contrada Gasco o la località Fossalta.

## Monumenti e luoghi d'interesse
- Chiesa parrocchiale di San Giovanni Battista. Edificata sul finire del Settecento su progetto di Leonardo Rossi e decorata dal pittore Pio Piatti, allievo di Giambettino Cignaroli, con tele e affreschi. Notevole l’altare in marmi policromi attribuito ai maestri Spazzi e Zoppi.
- Canevaworld Resort.  È un polo d'intrattenimento che si compone di quattro aree indipendenti, situato in località Fossalta, nella zona industriale della frazione.